# Peter Blangé
Peter Blangé (* 9. Dezember 1964 in Voorburg) ist ein ehemaliger niederländischer Volleyballspieler. Er war einer der weltbesten Zuspieler der 1990er Jahre.
Peter Blangé begann mit dem Volleyball beim heimischen Verein Starlift Voorburg. 1988 wechselte er zum Spitzenclub Martinus Amstelveen. Hier wurde er unter Trainer Arie Selinger zweimal Niederländischer Meister und belegte zweimal Platz drei im Europapokal der Landesmeister. 1990 wechselte der Zuspieler in die italienische Liga. Er spielte zunächst eine Saison bei Pallavolo Catania und ab 1991 beim Spitzenverein Pallavolo Parma, mit dem er 1992 und 1993 Italienischer Meister wurde, 1992 den Italienischen Pokal sowie 1992 und 1995 den europäischen CEV-Pokal gewann. 1996/97 spielte Peter Blangé beim Moerser SC in der deutschen Bundesliga. Anschließend ging er wieder zurück nach Italien und wurde mit Sisley Treviso zweimal in Folge Italienischer Meister, gewann 1998 erneut den CEV-Pokal und krönte seine Vereinskarriere 1999 mit dem Gewinn der Champions League. Danach spielte Peter Blangé wieder in seiner Heimat und wurde mit Geové Vrevok Nieuwegein Niederländischer Meister und Pokalsieger sowie zum Abschluss seiner Spielerkarriere 2002 mit Dynamo Apeldoorn nochmals Pokalsieger.
Peter Blangé spielte zwischen 1984 und 2000 500 Mal für die niederländische Nationalmannschaft und hält damit den Landesrekord. Er nahm an vier Olympischen Spielen teil und gewann 1992 in Barcelona die Silbermedaille sowie 1996 in Atlanta die Goldmedaille. Weitere Glanzpunkte waren der Gewinn der Weltliga 1996 und der Sieg bei der Europameisterschaft 1997 im eigenen Land.
Von 2004 bis 2007 war Peter Blangé Cheftrainer beim niederländischen Verein Ortec Rotterdam Nesselande und wurde hier zweimal Niederländischer Meister sowie dreimal Pokalsieger. Von 2006 bis 2010 war er Trainer der Niederländischen Männer-Nationalmannschaft.
2012 wurde Peter Blangé in die „Volleyball Hall of Fame“ aufgenommen.